# Vladimir Dvorniković
Vladimir Dvorniković (Severin na Kupi, 28. srpnja 1888. – Beograd, 1956.), hrvatski filozof i etnopsiholog. Profesor na Filozofskom fakultetu u Zagrebu 1920-ih godina. Zastupa psihologizam i filozofiju života. Najpoznatije djelo mu je "Karakterologija Jugoslavena".

## Životopis
Otac Ljudevit-Lujo bio je pedagog, a majka Marjana rođena Kovačević učiteljica i publicistkinja. Vladimir je bio najstariji od jedanaestoro djece. Kako su se roditelji selili sa službom, Vladimir je osnovnu školu pohađao u Drežniku i Zemunu, a gimnaziju u Zemunu i Sarajevu. Već u 3. razredu gimnazije (danas 7. razred osnovne škole) počeo se baviti književnošću. Čita i oduševljava se djelima pozitivista i materijalista Spencera i Haeckela.
Godine 1906. odlazi na studij filozofije u Beč. Najviše su na njega utjecali profesori Friedrich Jodl i Wilhelm Jerusalem. Doktorirao u Beču 1911. temom O nužnosti psihologijskog utemeljenja spoznajne teorije. Planove o habilitaciji u Beču spriječilo je izbijanje Prvog svjetskog rata. Od 1910. učitelj je u Sarajevu, zatim u Bihaću i Zagrebu. Osim dizertacijom, profilira se kao psihologist knjigom Oba osnovna tipa filozofiranja – Pokušaj psihologijskog orijentiranja u sadašnjim filozofjskim strujanjima, objavljenoj na njemačkom u Berlinu 1917. Za vrijeme prvog svjetskog rata, zbog projugoslavenske orijentacije austrougarske vlasti su ga prognale na rad u Bihaću, gdje se tako okupila značajna intelektualna elita. U Zagreb dolazi 1918. godine i radi na Muzičkoj školi.
Počinje predavati na Sveučilištu u Zagrebu 1919. habilitacijskim predavanjem na temu Filozofija i nauka. Godine 1925. postaje redovni profesor na Stolici za teoretsku i praktičku filozofiju i za povijest filozofije. Tek je četvrti profesor filozofije u pola stoljeća; prethodnici su mu bili (Franjo pl. Marković, Gjuro Arnold i Albert Bazala).  Odbacujući, kao i Bazala, staru shemu nastave J. F. Herbarta,  Dvorniković se upušta u misaono traganje za vlastitom filozofijom, odnosno »našom autohtonom filozofijom«. Ne ustručava se sudjelovanja u javnom životu i izricanja sudova o aktualnim društvenim i političkim temama. Iako zastupa "integralno jugoslavenstvo" (koncepcija Demokratske stranke, osuđuje politikantsku demagogiju i prividnu demokratičnost tadašnjeg režima. Kao rezultat, već 1926., samo godinu dana nakon što je postao redovni profesor, s 38 godina života, biva umirovljen. (Njegov prethodnik Albert Bazala, politički suprotnog usmjerenja, bio je prisilno umirovljen 1924. i reaktiviran 1927.)
Nakon odlaska sa Sveučilišta, intenzivno je aktivan u javnosti. Održao je preko 400 javnih predavanja u svim krajevima Jugoslavije, te u Beču, Pragu i Zürichu. Objavljuje niz rasprava, studija, eseja, članaka, prikaza, kritika. Nastanjuje se u Beogradu. Nakon uvođenja Šestosiječanske diktature surađuje s režimom. Godine 1933. postaje pomoćnik ministra prosvjete, ali je već iduće godine (ponovno) umirovljen. Objavljuje knjige "Borba ideja" (1937.) te svoje najpoznatije djelo "Karakterologija Jugoslavena" (1939.).
Za vrijeme Drugog svjetskog rata živi povučeno u Beogradu. Nakon uspostave Druge Jugoslavije dobiva namještenje kao član Komisije za izradu nomenklature u građevinarstvu (1945. – 1950.). Objavljuje niz manjih članaka o povijesti kulture, arheologiji, etnologiji, psihologiji. Neko se vrijeme izdržavao slikanjem akvarela. 

## Filozofsko usmjerenje
Nasuprot apstraktnim metafizičkim koncepcijama, Dvorniković zastupa jedan oblik filozofije života. Stvarnost jest stvarnost života: stvarno je ono što se kreće, vječno-fluktualno i promjenljivo, postaje i propada; stvarno je uvijek individualno-konkretno. Stvarnost je egzistencija, vremenovanje, življenje ili "jestvovanje" života. Postoje dvije vrste življenja. Puko samoodržavanje nije pravo življenje: to je sterilno "životarenje". Pravi, "puni" život jest razvoj potencija života, "stvaralačko" življenje. U analizi raznolikih načina ostvarivanja ovih potencija, Dvorniković je psihologist. Zanimanje je pobudio svojim studijama Psiha jugoslavenske melankolije te Studijama za psihologiju negativizma, u kojima piše o Hamletu, poeziji Silvija Strahimira Kranjčevića, Budi i Schopenhaueru. 
Dvjema vrsta življenja odgovaraju i dvije vrste filozofije. Filozofija samo vegetira kada se "filozofira" bez svrhe, ili kada se podređuje vanfilozofskim slojevima života (znanost, tehnika, politika, teologija, socijalni život itd.), ili pak svojim vlastitim produktima (razne "filozofije", razni "-izmi"). Stvarnost (egzistencija) filozofije jest "trpki posao filozofiranja", do kojeg treba doprijeti kroz "vanjsku tešku filozofsku armaturu" sustava. Istinski živjeti filozofija može samo u slobodi. Filozofska sloboda nije puka apsolutna sloboda "spekuliranja", niti samovolja. 
Svaki je čovjek "filozof", makar i nesvjesno: filozofija spada u ono "jest" čovjeka kao čovjeka. Svaki čovjek "ima pravo i dužnost" da sebi "spravi" neku filiozofiju. Ako međutim ostane samo pri "privatnoj filozofiji", ona ga lišava organske veze sa životom svega što jest. "Pravi filozof" treba svojim filozofiranjem izraziti i osvijetliti "okvir" i "zbivalište" života ne samo pojedinca i naroda, nego, bar po intenciji, čovjeka kao čovjeka (čovječanstva). 

## Karakterologija Jugoslavena
U knjizi Karakterologija Jugoslavena, čija prva zamisao potječe još iz 1917., razvija tezu o potrebi izgradnje narodnog karaktera. Kao što je karakter "središte ličnosti" čovjeka kao individuuma (središte organsko i dinamičko), to vrijedi i za narod koji je »historijska ličnost višeg reda«. Po ugledu na Hegelovo razlikovanje nepovijesnih i povijesnih naroda, razlikuje "narode prostora" (koji su prvenstveno uvjetovani prostorom, prirodom, ekologijom – to je »sirovi i nagonski životni period«) i "narode vremena" (koji stvaraju vlastitu kulturu, odnosno povijest,  koji spoznaju svoj bitak, koji su zakoračili u »prosvjetljenost i racionallizam« ). Tvrdi da Srbi, Hrvati i Slovenci jedino postajući jedinstveni narod Jugoslavena mogu prevazići svoju uvjetovanost »prostorom« i postati povijesni narod. 
Knjiga je u razdoblju pred Drugi svjetski rat doživjela brojne reakcije, od euforije do osude. Njegova analiza "karaktera" Južnih Slavena, usprkos promašenosti osnovne teze i nedovoljno utemeljenim tumačenjima, sadrži mnoge zanimljive uvide i teze. Posredni utjecaj, u raznolikim reintepretacijama, ima i do danas. Npr. popularnost glezbenih "narodnjaka" nedoljivo podsjeća na Dvornikovićeve analize o "narodnoj pornografskoj fantaziji" i "metafizici ljubavi" narodnih pjesama.
Alfons Heisinger je nakon izlaženja knjige 1939. u novinama Hrvatski dnevnik napisao da je ova knjiga "Najiskrenija ispovijest integralne generacije [tj. pobornika koncepcije integralnog jugoslavenstva, prava augustinovska konfesija integralnog pokreta." Dvorniković je, kaže Heisinger, nakanio dati apologiju, a dao je, protiv svoje volje, "izdajničku konfesiju integralizma": umjesto homogenosti, on prikazuje etnografsku i historijsku heterogenost Hrvata i Srba. (Roksandić, str. 267–269)

## Utjecaj
Dvornikovićev utjecaj ostao je marginalan, čemu je prvenstveno krivo njegovo promašeno političko uvjerenje. Kao originalan mislilac, društveni kritičar i odlični govornik bio je utjecajan u razdoblju prije Drugog svjetskog rata, osobito 1920-ih godina. Kasnije, Dvorniković se kompromitira suradnjom s režimom Šestosiječanjske diktature, a ustrajavanje na integralnom jugoslavenstvu postalo je anakrono. Odbacili su ga i Hrvati i Srbi, a kao "građanskog" teoretičara osudili i komunisti.
Žestoko ga je osudio komunistički dogmatičar Dušan Nedeljković u radu Reakcionarna filozofija stare Jugoslavije 1948. Drugačiju ocjenu, stavljajući u prvi plan usmjerenost njegov filozofije na život, slobodu i stvaralaštvo, daje Branko Despot u dizertaciji Filozofiranje Vladimira Dvornikovića (1975., pretiskano u knjizi Filozofija?  2000.). U knjizi Novija hrvatska filozofija Franje Zenka 1995. Dvorniković je samo usput spomenut, a u prerađenom izdanju udžbenika Povijest filozofije B. Kalina preskočen je u navođenju profesora filozofije na Filozofskom fakultetu u Zagrebu.

## Djela
Uz niz drugih tekstova, objavio je sljedeće knjige:
- Dei beiden Grundtypen des Philosophierens, Berlin, 1918. (Oba osnovna tipa filozofiranja)
- Savremena filozofija (2 sveska), Zagreb, 1919. i 1920.
- Studije za psihologiju pesimizma (2 sveska), Zagreb, 1923. i 1924.
- Psiha jugoslavenske melankolije, Zagreb, 1925. (2. prerađeno izdanje)
- Tipovi negativizma, Zagreb, 1926.
- T. G. Masaryk kao filozof i sociolog, Prag, 1927. (objavljeno na češkom i na "jugoslavenskom")
- Borba ideja, Beograd, 1937.
- Karakterologija Jugoslavena, Beograd, 1939.

## Vanjske poveznice
- Karakterologija Jugoslovena  Arhivirana inačica izvorne stranice od 8. studenoga 2010. (Wayback Machine) - Glava 13, posvećena radu